# Хохрякова, Ольга Сергеевна
О́льга Серге́евна Хохряко́ва (11 января 1949, Свердловск, РСФСР, СССР — 31 июля 2019, Санкт-Петербург, Россия) — российский юрист, судья, доктор юридических наук, Заслуженный юрист Российской Федерации.
Заместитель Председателя Конституционного суда РФ (2008—2019). Судья Конституционного суда РФ (1994—2019).

## Биография
Родилась 11 января 1949 года в Свердловске в семье юристов.
Выпускница Свердловского юридического института им. Р. А. Руденко (1970 год).
С 1970 по 1972 год работала следователем прокуратуры Верх-Исетского района Свердловска.
С 1972 по 1975 год — аспирант Всесоюзного научно-исследовательского института советского законодательства Министерства юстиции СССР (ныне - Институт законодательства и сравнительного правоведения при Правительстве РФ).
С 1976 года являлась научным сотрудником в Институте законодательства и сравнительного правоведения.
В 1976 году защитила кандидатскую диссертацию «Источники советского трудового права», в 1992 году — докторскую диссертацию «Правовое регулирование отпусков: история, теория, перспективы совершенствования».
Судья Конституционного суда Российской Федерации с 25 октября 1994 года.
10 апреля 2008 года избрана заместителем Председателя Конституционного суда РФ. 11 апреля 2011 года переутверждена на эту должность на новый срок, где проработала вплоть до смерти.
23 февраля 2017 года представлена Президентом России для утверждения на должность заместителя Председателя Конституционного суда. 22 марта 2017 года и 11 декабря 2018 года переутверждена Советом Федерации на этот пост.
Муж — учёный-криминолог, доктор юридических наук, профессор Геннадий Фёдорович Хохряков (1945—2010).
Скончалась 31 июля 2019 года. Похороненa на Троекуровском кладбище в Москве (уч. 7 д).